# فيليس غاردنر
فيليس غاردنر (بالإنجليزية: Phyllis Gardner)‏ هي أكاديمية وطبيبة أمريكية، ولدت في 7 يوليو 1950.